# Ерендінген
Ерендінген (нім. Ehrendingen) — громада  в Швейцарії в кантоні Ааргау, округ Баден.

## Географія
Громада розташована на відстані близько 95 км на північний схід від Берна, 26 км на північний схід від Аарау.
Ерендінген має площу 7,3 км², з яких на 15,4% дозволяється будівництво (житлове та будівництво доріг), 56,7% використовуються в сільськогосподарських цілях, 27,6% зайнято лісами, 0,3% не є продуктивними (річки, льодовики або гори).

## Демографія
2019 року в громаді мешкало 4840 осіб (+16,3% порівняно з 2010 роком), іноземців було 17,1%. Густота населення становила 664 осіб/км².
За віковим діапазоном населення розподілялося таким чином: 22% — особи молодші 20 років, 59,5% — особи у віці 20—64 років, 18,4% — особи у віці 65 років та старші. Було 2030 помешкань (у середньому 2,4 особи в помешканні).
Із загальної кількості 872 працюючих 74 було зайнятих в первинному секторі, 175 — в обробній промисловості, 623 — в галузі послуг.